# Match d'amour
Pour plus de détails, voir Fiche technique et Distribution.
Match d'amour (titre original : Take Me Out to the Ball Game) est un film américain en Technicolor réalisé par Busby Berkeley, sorti en 1949.

## Synopsis
Année 1908. Eddie O'Brien (Gene Kelly) et Dennis Ryan (Frank Sinatra) sont de très bons joueurs de baseball dans l'équipe des Wolves, mais leur autre passion est le music-hall où ils font des spectacles hors saison. Cette année, un nouveau manager se présente dans l'équipe : K. C. Higgins (Esther Williams), une femme. Katherine s'impose auprès des joueurs par sa connaissance du jeu et renforce la discipline en les empêchant de sortir le soir.
Après une longue succession de victoires, l'équipe revient à domicile pour jouer les derniers matchs. Dennis est fasciné par Katherine qui semble l'apprécier, mais lors d'une fête il constate au cours d'une succession de baisers que c'est plutôt par Eddie qu'elle est attirée ; il se résout à se rapprocher de Shirley qui le poursuit de ses avances.
Or, un homme d'affaires local, Joe, a parié beaucoup d'argent contre les Wolves. Il embauche alors secrètement Eddie comme chef de revue dans un café, le faisant répéter toutes les nuits. Fatigué dans la journée, Eddie est incapable de tenir son rang et l'équipe se met désormais à perdre tous ses matchs.
Eddie est renvoyé de l'équipe, mais il se ressaisit et fait venir des enfants qui plaident sa cause sur le stade : réintégré malgré une dernière tentative des hommes de main de Joe pour l'écarter, il réussit un home run en poursuivant Dennis à cause d'un quiproquo, fait ainsi gagner le championnat à l'équipe et se réconcilie avec Katherine. Dennis, Shirley et eux deux se retrouvent finalement partenaires d'un numéro musical.

## Fiche technique
- Titre : Match d'amour
- Titre original : Take Me Out to the Ball Game
- Réalisation : Busby Berkeley
- Scénario : Harry Tugend et George Wells, d'après une histoire de Stanley Donen et Gene Kelly
- Consultant gags : Buster Keaton (non crédité)
- Directeur musical : Adolph Deutsch
- Chansons : Betty Comden, Adolph Green et Roger Edens
- Chorégraphie : Stanley Donen et Gene Kelly
- Direction artistique : Cedric Gibbons et Daniel B. Cathcart
- Costumes : Helen Rose et Valles
- Directeur de la photographie : George J. Folsey
- Montage : Blanche Sewell
- Producteur : Arthur Freed
- Société de production : Loew's, Inc.
- Société de distribution : MGM
- Pays de production :  États-Unis
- Langue d'origine : anglais américain
- Format : couleur (Technicolor) — 35 mm — 1,37:1 — son : mono (Western Electric Sound System)
- Genre : film musical et comédie romantique
- Durée : 93 minutes
- Dates de sortie :
  - États-Unis : 9 mars 1949 (New York)
  - France : 18 octobre 1950

## Distribution
- Gene Kelly : Eddie O'Brien, un artiste de music-hall qui joue l'été avec son ami Dennis dans une équipe de baseball
- Frank Sinatra : Dennis Ryan, son ami
- Esther Williams : K. C. Higgins, la nouvelle propriétaire et coach des Wolves
- Betty Garrett : Shirley Delwyn, une fan des Wolves et admiratrice de Dennis
- Edward Arnold : Joe Lorgan, un escroc
- Jules Munshin : Nat Goldberg, un joueur des Wolves
- Richard Lane : Michael Gilhuly
- Tom Dugan : Slappy Burke
- Ramon Blackburn : un danseur
- Royce Blackburn : un danseur

Acteurs non crédités
- Harry Allen : un équipier des Wolves
- Murray Alper : Zalinka
- Virginia Bates : une femme dans le train
- Douglas Fowley : Karl
- Sally Forrest : une danseuse
- Si Jenks : le chauffeur Sam
- Gordon Jones : le receveur de l'équipe des Senators
- Henry Kulky : l'athlète costaud
- Joi Lansing : une femme dans le train
- Charles Regan : un homme de main

## Autour du film
Esther Williams, connue pour des films comportant des scènes de natation et de plongeon, n'a ici qu'une brève scène dans une piscine.